# Марлен Боєр
Марлен Боєр (угор. Marlene Bojer, 18 березня 1993) — угорська синхронна плавчиня. учасниця Чемпіонатів світу з водних видів спорту 2015, 2017, 2019, 2022 років. 